# Mancon
Mancon is een bestuurslaag in het regentschap Nganjuk van de provincie Oost-Java, Indonesië. Mancon telt 4493 inwoners (volkstelling 2010).